# Finalissima Femenina
La Finalissima Femenina es un campeonato intercontinental femenino de fútbol en formato de final única organizado por la Conmebol y la UEFA. El partido lo disputan las ganadoras de las competiciones de selecciones femeninas europea y sudamericana, la UEFA EURO Femenina y la Conmebol Copa América Femenina, respectivamente. Es el campeonato equivalente en la rama femenina a la Copa de Campeones Conmebol-UEFA masculina que enfrenta a las selecciones campeonas de la UEFA EURO y la Conmebol Copa América. La competencia se lanzó en 2022 como parte de un acuerdo entre Conmebol y UEFA.

## Historia
El 12 de febrero de 2020, la UEFA y la CONMEBOL firmaron un memorando de entendimiento (MoU, por su sigla en inglés, memorandum of understanding) para la cooperación entre las dos confederaciones. Como parte del acuerdo, un comité conjunto UEFA-Conmebol examinó la posibilidad de organizar partidos intercontinentales europeo-sudamericanos, tanto para fútbol masculino como femenino. El 15 de diciembre de 2021, la UEFA y la Conmebol ampliaron el MoU hasta 2028, incluyendo la apertura de una oficina conjunta en Londres y la posible organización de varios eventos futbolísticos.
El 2 de junio de 2022, al día siguiente de la celebración de la Finalissima 2022, Conmebol y UEFA anunciaron una serie de nuevos eventos entre equipos de las dos confederaciones. Esto incluyó un partido entre las campeonas de la Copa América Femenina y las campeonas de la Eurocopa Femenina. La primera edición se realizó el 6 de abril de 2023 entre Inglaterra (campeona de la EURO Femenina 2022) y Brasil (campeona de la Copa América Femenina 2022), en Londres.

## Resultados
| Año  | Sede                | Campeón    | Resultado      | Subcampeón |
| ---- | ------------------- | ---------- | -------------- | ---------- |
| 2023 | Londres, Inglaterra | Inglaterra | 1:1 (4:2 pen.) | Brasil     |
| 2026 | Por confirmar       | -          | -              | -          |

## Palmarés

### Títulos por país
| Equipo     | Campeón | Finalista | Año Campeón | Año Finalista |
| ---------- | ------- | --------- | ----------- | ------------- |
| Inglaterra | 1       | -         | 2023        | -             |
| Brasil     | -       | 1         | -           | 2023          |

### Títulos por confederación
| Confederación              | Títulos | Subtítulos |
| -------------------------- | ------- | ---------- |
| UEFA (Europa)              | 1       | -          |
| Conmebol (América del Sur) | -       | 1          |